# Anthia homoplata
Anthia homoplata es una especie de escarabajo del género Anthia, familia Carabidae. Fue descrita científicamente por Lequien en 1833.

## Distribución geográfica
Habita en Tanzania, Angola, Zambia, Malaui, Mozambique, Zimbabue, Botsuana, Namibia y Sudáfrica.